# Marie-Thérèse Walter
Marie-Thérèse Walter (13 tháng 7 năm 1909 - 20 tháng 10 năm 1977) là người tình và là người mẫu Pháp của Pablo Picasso từ năm 1927 đến năm 1936 và có con với Picasso là Maya Widmaier-Picasso. Mối tình của Picasso với Marie bắt đầu khi cô 17 tuổi. Trong lúc đó, Picasso đã 45 tuổi và vẫn sống với vợ cũ là Olga Khokhlova. Cuộc tình kết thúc khi ông yêu người phụ nữ khác và ruồng bỏ Marie, họa sĩ Dora Maar. Trong các bức họa của Picasso, hình ảnh Marie xuất hiện với mái tóc vàng óng và mượt như ở trong tranh Le Rêve (Giấc mơ) vẽ vào năm 1932.

## Cuộc đời
Marie-Thérèse Walter sinh ra tại Le Perreux, Pháp

### Quan hệ với Picasso
Picasso gặp Marie-Thérèse lần đầu tại một phòng tranh ở Paris. Picasso đã yêu Marie ngay từ cái nhìn đầu tiên. Tuy nhiên, lúc đó ông đang sống với vợ của mình là Olga Khokhlova, một vũ công ballet Nga, người đã có một đứa con trai 5 tuổi với Picasso. Mặc dầu ông đề nghị ly hôn với Olga để đến với Thérèse, bà vẫn không muốn vì ông không chịu chia tài sản cho bà. Cuối cùng, khi Marie-Thérèse có chửa với Picasso, bà mới chịu chia tay với ông.
Marie-Thérèse sinh ra đứa con gái cho Picasso, tên là Maya Widmaier-Picasso. Sau khi sinh, Marie và con gái Maya sống với Picasso ở Juan-les-Pins (Pháp) từ 25 tháng 3 tới 14 tháng 5 năm 1936. Rồi sau đó họ lại chuyển đến Le Trembley-sur-Mauldre, cách Versailles 25 km. Ngoài Marie, con gái Maya của ông cũng là nguồn cảm hứng cho các tác phẩm của ông. Trong đó có bức tranh Maya with Doll (1938).

### Những ngày cuối với Picasso và cái chết
Marie-Thérèse bắt đầu ghen tị khi thấy Picasso thân mật với Dora Maar, một họa sĩ mang dòng máu Croatia và Pháp. Sau lần gặp mắt Dora Maar, Picasso quyết định thay lòng đổi dạ với Marie.
Vào năm 1940, Marie chuyển đến Paris. Lúc đó đang là Thế chiến II. Vào ngày 20 tháng 10, Marie-Thérèse treo cổ tự vẫn năm 1977. Lúc đó, bà đã 68 tuổi.